# Gécseg Ferenc
Gécseg Ferenc (Zalavár, 1939. március 13. – Szeged, 2014. október 6.) magyar matematikus, informatikus, egyetemi tanár, a Magyar Tudományos Akadémia rendes tagja. Az automataelmélet és az univerzális algebra neves kutatója, több informatikával kapcsolatos szak elindítója. A szegedi automataelméleti iskola alapítója, számos egyetemi szak bevezetője. 1975 és 1990 között a József Attila Tudományegyetem Számítástudományi Tanszékének vezetője.

## Életpályája
1957-ben érettségizett a keszthelyi gimnáziumban, majd felvették a Szegedi Tudományegyetem matematika szakára. Itt szerzett középiskolai tanári diplomát (algebra szakosítással) 1962-ben. Ennek megszerzése után az egyetem Bolyai Intézetében kapott gyakornoki, később tanársegédi állást. 1967-ben az egyetem számítástudományi tanszékének alapító tagja lett. 1968-tól adjunktusként, 1970-től egyetemi docensként dolgozott. 1977-ben vehette át egyetemi tanári kinevezését. Két évvel korábban, Kalmár László halála után, bízták meg a tanszék vezetésével, amit az egyetem informatikai oktatási rendszerének átalakulásáig, 1990-ig töltött be. Ezt követően az Informatikai Tanszékcsoport egyetemi tanáraként dolgozott tovább. 2009-ben professor emeritusi címet kapott. Három alkalommal volt Finnországban vendégprofesszor: Turkui Egyetem (1974–1975), Tamperei Műszaki Egyetem (1978), Finn Tudományos Akadémia (1992–1993).
1967-ben védte meg a matematikai tudomány kandidátusi, 1976-ban akadémiai doktori értekezését. Az MTA Matematikai Bizottságának, az Informatika- és Számítástudományi Bizottságnak és a Szegedi Akadémiai Bizottságnak lett tagja. 1987-ben megválasztották a Magyar Tudományos Akadémia levelező, 1995-ben pedig rendes tagjává. 1994-ben a Finn Tudományos Akadémia is felvette tagjai sorába. Akadémiai tisztségei mellett a Bolyai János Matematikai Társulat és a Neumann János Számítógép-tudományi Társaság tagja. 1989 és 1998 között az Európai Elméleti Számítógép-tudományi Társaság (European Association for Theoretical Computer Science) alelnöke volt. Számos tudományos szakfolyóirat szerkesztőbizottságába is bekerült: Acta Cybernetica (a tanszékcsoport folyóirata), Foundations of Control Engineering, Journal of General Computer Science, Acta Mathematica és az Alkalmazott Matematikai Lapok.

## Munkássága
Fő kutatási területe az automataelmélet, ezen belül az automaták algebrai elmélete és az univerzális algebra.
Jelentős eredményeket ért el az automaták kompozíciójával és dekompozíciójával kapcsolatos problémák kutatása területén. Peák Istvánnal közösen könyvet írt a véges automaták elméletéről, ezzel letéve a számítógép-tudomány automatákra vonatkozó részének fontos alapjait. Foglalkozott a faautomaták kérdésével is, munkatársaival elért eredményeit két könyvben foglalta össze. Az 1980-as években az automaták termékeivel foglalkozott. Szegeden jelentős automataiskolát alapított. Tanszékvezetői időszakában vezették be a programozó–programtervező, illetve 1988-ban a közgazdasági programozómatematikus-képzést. Vezetése alatt kezdődött el Szegeden az informatika szakos tanárok oktatása.
Több mint nyolcvan tudományos publikáció szerzője vagy társszerzője, ebből hét könyv, könyvfejezet, illetve könyvszerkesztés. Munkáit elsősorban magyar és angol nyelven adja közre.

## Díjai, elismerései
- Grünwald Géza-díj (1966)
- Akadémiai Díj (1980)
- Kalmár László-emlékérem (1982)
- Szele Tibor-emlékérem (1990)
- Szent-Györgyi Albert-díj (1995)
- A Magyar Köztársasági Érdemrend középkeresztje (2007)

## Főbb publikációi
- Algebraic theory of automata (Peák Istvánnal, Disquisitiones Mathematicae Hungaricae, 1972)
- Fundamentals of Computation Theory (szerk., 1981, 1989)
- Tree Automata (Magnus Steinbyvel, 1984)
- Products of Automata (EATCS Monographs on Theoretical Computer Science, 1986, ISBN 3-540-13719-X)
- Az automaták szorzatáról (1988)
- Automata, Languages and Programming (társszerző, 1995)
- Teljességi tételek az automaták elméletében (1996)
- Tree Language (Magnus Steinbyvel, Handbook of Formal Language, 1996)
- Automaták és formális nyelvek (2005)